# Oligosoma awakopaka
Oligosoma awakopaka — вид сцинкоподібних ящірок родини сцинкових (Scincidae). Ендемік Нової Зеландії. Описаний у 2017 році.

## Поширення і екологія
Ophiomorus awakopaka відомі з типової місцевості, розташованої у високогір'ях гір Дарран в регіоні Фіордленд у південно-західній частині Південного острова. Вони живуть на кам'янистих альпійських луках, на висоті від 1200 до 1250 м над рівнем моря. Ведуть наземний спосіб життя.

## Збереження
МСОП класифікує цей вид як такий, що перебуває на межі зникнення. Oligosoma albornense загрожує хижацтво з боку інтродукованих тварин.